# كارول فيلد
كارول فيلد (بالإنجليزية: Carol Field)‏ هي أمينة مكتبة وكاتِبة أمريكية، ولدت في 27 مارس 1940 في أوكلاند في الولايات المتحدة، وتوفيت في 10 مارس 2017 في سان فرانسيسكو في الولايات المتحدة.

## وصلات خارجية
- الموقع الرسمي